# Заварзин, Александр Алексеевич
Александр Алексеевич Зава́рзин (23 июня 1900, Санкт-Петербург — 7 июня 1980, Москва) — советский архитектор и градостроитель. Кандидат архитектуры, доцент. Брат советского гистолога, академика Алексея Заварзина, отец микробиолога, академика Георгия Заварзина.

## Биография
Александр Алексеевич родился 23 июня 1900 года в Санкт-Петербурге в семье цехового мастера и потомственного почетного гражданина Алексея Амплиевича Заварзина. C 1909 года учился в реальном училище Карла Мая, полный курс которого окончил в 1917 году.
С 1918 по 1923 годы учился на инженерно-архитектурном факультете в Петроградского института гражданских инженеров (ИГИ) под началом А. С. Никольского и входил в его творческую группу, занимавшуюся поиском идей авангарда в архитектуре. В этом коллективе Александр Заварзин работал над большим количеством проектов в Ленинграде, в частности, над зданием школы «Светлана» в Лесном (Политехническая улица), а также стадионом имени С. М. Кирова в Приморском парке Победы.
Принимал участие в Великой Отечественной войне.
После смерти Александра Никольского Заварзин перешёл от градостроительной деятельности к монументальному искусству (за исключением проектов в Звёздном городке). Работал с Верой Мухиной (памятники Чайковскому и Горькому в Москве, Мосину в Туле), Николаем Томским и многими другими советскими скульпторами.
Жил в Москве по адресу: Беговая улица, 2. Умер 7 июня 1980 года. Похоронен на Введенском кладбище (2 уч.).

## Основные работы

Памятник Чайковскому. Москва, 1954

- 1932—1950 — Стадион им. Кирова (в составе коллектива с А. С. Никольским, А. И. Кашиным и др.)[6][7].
- 1954 — Памятник Чайковскому у Московской консерватории на Большой Никитской улице (скульпторы В. И. Мухина, З. Г. Иванова и Н. Г. Зеленская)[8].
- 1956 — Памятник писателю Горькому в Москве на Поварской улице (скульптор В. И. Мухина)[9].
- 1956 — Памятник С. И. Мосину в Туле (скульптор В. И. Мухина)[10].
- 1959 — Памятник А. С. Грибоедову на Чистопрудном бульваре в Москве (скульптор А. А. Мануйлов)[11].
- 1962 — Памятник В. И. Ленину, скульптурные композиции «Красноармейцы» и «Пролетариат, Крестьянство и Интеллигенция» в Ставрополе (скульптор П. И. Бондаренко)[12].
- 1962 — Мемориальный комплекс «Скорбящий матрос» (Мемориал личному составу линкора «Новороссийск») в Севастополе (скульптор П. И. Бондаренко)[13].
- 1966 — Памятник В. И. Ленину в Железноводске (скульптор Н. В. Томский)[14].
- 1970 — Памятник В. И. Ленину в Таганроге (скульптор Н. В. Томский)[15]
- 1971 — Памятник Ю. А. Гагарину в Звёздном городке (скульптор Б. И. Дюжев)[16].
- 1973 — Памятник О. В. Куусинену в Петрозаводске (скульптор Б. И. Дюжев)[17].
- 1976 — Памятник Фририху Энгельсу в г. Москве (скульптор И. И. Козловский)[18].
- 1976 — Памятник Героям Гражданской войны в Орле (скульптор А. Н. Бурганов)[19].
- 1976 — Бюст авиаконструктора А. С. Яковлеву (скульптор М. К . Аникушин), в Чапаевском парке[20].